# 臺中市私立立人高級中學
臺中市私立立人高級中學（英語：Lizen High School），簡稱立人高中，是一所位於臺中市大里區的私立完全中學。

## 校史
- 1971年，時任教職之前臺中市市長林柏榕等人，因響應台灣省政府私人興學的號召，捐資創設「臺中縣私立立人高級中學」，由林柏榕擔任首任校長。
- 1995年，設立國中部，開始招收中學三年制學生。[6]
- 1999年，設立ESL雙語教學部。[7]
- 2001年，設立外語教學中心。[7]
- 2010年12月25日，應2010年中華民國縣市改制直轄市之政策，更名為「臺中市私立立人高級中學」。

### 歷任校長
| 任別 | 姓名   |
| ---- | ------ |
| 1    | 林柏榕 |
| 2    | 何清松 |
| 3    | 蔡瑞榮 |
| 4    | 陳時宗 |
| 5    | 劉瑞鐘 |
| 6    | 劉坤源 |

## 外部連結
- 臺中市私立立人高級中學 （页面存档备份，存于）（中文）
- 立人推廣部 （页面存档备份，存于）（中文）